# 煉瓦ホリオ
レンガホリオ（れんがほりお、1978年9月30日 - ）は、日本のお笑い芸人。愛知県名古屋市出身。フリーランス。事務所退所後カタカナ表記の「レンガホリオ」に改名した。

## 来歴
愛知県生まれで、名古屋市、日進市を行ったり来たりしながら育つ。高校卒業後、バックパッカーとなりアジア各地を放浪。その合間に専門学校に行ったり、バイトをしたりし、23歳で木材会社に就職。その会社が経営しているTSUTAYA2店舗でバイヤーを務める。
芸人になったきっかけは養成所やオーディションではなく、行きつけのバーのマスターがテレビ局のディレクターに「面白い人誰かしらない？」と言われてマスターが紹介した所から。当時会社員をしており、ノリでお笑いを始める。働いていた会社のアルバイトとお笑いコンビ「マスカット」を結成するが、1回の舞台で解散。その後高校の同級生岡田（現ピン芸人「タイガージェットチン」）と「bkb.」を結成するが、そちらも1年ほどで解散。解散は、相方がキャバクラの営業をやりたくないと揉めたのが原因。後輩芸人の川畑と「刺身」を結成するも数ヶ月で解散。その後ピン芸人として活動を始める。タイガージェットチンとは後に賞レース出場のために「ぎた〜んず☆」としてコンビを再結成しており、キングオブコント 、M-1グランプリ 、THE MANZAI などで名古屋予選を突破。現在は不定期でコンビ活動を行う他、「マイさんアミさん」「トライアングラー」「平成会議室」など期間限定のユニットをたびたび結成した。
芸名は事務所の社長であるロコモコボンゴ!のFISHが命名。飲んでいたお店の壁が煉瓦だったことにより『煉瓦ホリオ』となる。「どっかんプロ」の社名の名付け親であり、明石家さんまが大ウケした状態を「どっかんどっかん」と表現していたことに由来する。
2019年2月にどっかんプロを離れフリーとなる。

## 芸風
主にコントやフリップ芸を得意にしているが、ライブなどで自らジャンルはフリースタイルと言っている。漫才をやる際は主にツッコミだが、bkb.、トライアングラーなどではボケを担当していた。
2016年からは中邑真輔選手のモノマネをしている。どっかんプロの後輩、ひとしザ・ワールドに［中々真輔］と命名されるがまったく浸透しない上に、舞台などでもこの名前は使われる事はなかった。
現在は司会業をやる事が多く、有名タレントのトークショーなどの司会をやる事が多い、名古屋に来た有名タレントの相手役として指名される事が多い。結婚式や式典などのフォーマルな司会もそつなくこなす。

## 芸人以外の活動
- 映画評論家・コメンテーターとしても活動。映画番組「シネマクルーズプラス」で監督や俳優のインタビュー、情報番組で新作映画の紹介をしていた。TSUTAYAのフリーペーパーV.Aにて映画ランキングのコメントを執筆していた。
- ラッパーとしても活動。ラッパー兼芸人トリオ、ピカソのボケB.Cの応援にMCバトルを見に行った際にノリと勢いで飛び入り参加し、愛知大会のベスト8にはいる。本人曰く「ULTIMATE MC BATTLEの奇跡」。その後もMCバトルはたまに出演している。芸人ラップグループ「RUN-BORGHINI」の一員でもある。
- 中京テレビで放送されている「オードリーさん、ぜひ会って欲しい人がいるんです!」では「暇つぶしの堀」として、芸名を使わずに一般人扱いで度々出演している。
- 名古屋のフリーお笑いライブ「ホリンピック」を主催している。ハットリ乾燥（現・マセキ芸能社）などを輩出した。

## 出演

### テレビ
- OBANCHii おばんちぃ（三重テレビ）
- ザキとロバ（メ〜テレ）
- オードリーさん、ぜひ会って欲しい人がいるんです!（中京テレビ）
- ザキロバ!アシュラのススメ（メ〜テレ）